# Superpuchar Ukrainy w piłce nożnej
Superpuchar Ukrainy w piłce nożnej (ukr. Суперкубок України з футболу) – trofeum przyznawane zwycięskiej drużynie meczu rozgrywanego pomiędzy aktualnym Mistrzem Ukrainy oraz zdobywcą Pucharu Ukrainy w danym sezonie (jeżeli ta sama drużyna wywalczyła zarówno mistrzostwo, jak i Puchar kraju - to jej przeciwnikiem zostaje wicemistrz).

## Historia
Pierwsza edycja rozgrywek o Superpuchar odbyła się w roku 2004. 10 lipca 2004 na Centralnym Stadionie „Czornomoreć” w Odessie spotkały się aktualny mistrz Dynamo Kijów ze zdobywcą Pucharu Ukrainy, klubem Szachtar Donieck. Podstawowy czas zakończył się wynikiem 1:1, a w rzutach karnych lepsi byli zawodnicy z Kijowa (6:5). Po rozpoczęciu inwazji Rosji na Ukrainę, rozgrywki zostały zawieszone.

## Format
Mecz o Superpuchar Ukrainy rozgrywany jest przed rozpoczęciem każdego sezonu. W przypadku remisu po upływie regulaminowego czasu gry nie przeprowadza się dogrywki, a w przypadku remisu po upływie regulaminowego czasu gry od razu zarządzana jest seria rzutów karnych.

## Zwycięzcy i finaliści
| Sezon                                                   | K | K | T | Zwycięzca        | Wynik        | Finalista          | Data, miejsce                                               | Uwagi                                         |
| Superpuchar Ukrainy (ukr. Суперкубок України з футболу) |   |   |   |                  |              |                    |                                                             |                                               |
| 2004                                                    |   |   | 1 | Dynamo Kijów     | 1:1 (k. 6:5) | Szachtar Donieck   | 10.07.2004, Centralny Stadion „Czornomoreć”, Odessa, 34 362 |                                               |
| 2005                                                    |   |   | 1 | Szachtar Donieck | 1:1 (k. 4:3) | Dynamo Kijów       | 09.07.2005, Centralny Stadion „Czornomoreć”, Odessa, 34 400 |                                               |
| 2006                                                    |   |   | 2 | Dynamo Kijów     | 2:0          | Szachtar Donieck   | 16.07.2006, Centralny Stadion „Czornomoreć”, Odessa, 34 000 |                                               |
| 2007                                                    |   |   | 3 | Dynamo Kijów     | 2:2 (k. 4:2) | Szachtar Donieck   | 10.07.2007, Centralny Stadion „Czornomoreć”, Odessa, 32 000 |                                               |
| 2008                                                    |   |   | 2 | Szachtar Donieck | 1:1 (k. 5:3) | Dynamo Kijów       | 15.07.2008, Stadion „Worskła”, Połtawa, 24 850              |                                               |
| 2009                                                    |   |   | 4 | Dynamo Kijów     | 0:0 (k. 4:2) | Worskła Połtawa    | 11.07.2009, Stadion „Juwiłejny”, Sumy, 18 500               |                                               |
| 2010                                                    |   |   | 3 | Szachtar Donieck | 7:1          | Tawrija Symferopol | 4.07.2010, Sławutycz Arena, Zaporoże, 10 500                |                                               |
| 2011                                                    |   |   | 5 | Dynamo Kijów     | 3:1          | Szachtar Donieck   | 5.07.2011, Stadion „Worskła”, Połtawa, 24 750               |                                               |
| 2012                                                    |   |   | 4 | Szachtar Donieck | 2:0          | Metałurh Donieck   | 10.07.2012, Stadion „Awanhard”, Ługańsk, 21 050             |                                               |
| 2013                                                    |   |   | 5 | Szachtar Donieck | 3:1          | Czornomoreć Odessa | 10.07.2013, Centralny Stadion „Czornomoreć”, Odessa, 32 400 |                                               |
| 2014                                                    |   |   | 6 | Szachtar Donieck | 2:0          | Dynamo Kijów       | 22.07.2014, Arena Lwów, Lwów, 34 347                        |                                               |
| 2015.                                                   |   |   | 7 | Szachtar Donieck | 2:0          | Dynamo Kijów       | 14.07.2015, Centralny Stadion „Czornomoreć”, Odessa, 34 164 |                                               |
| 2016.                                                   |   |   | 6 | Dynamo Kijów     | 1:1 (k. 4:3) | Szachtar Donieck   | 16.07.2016, Centralny Stadion „Czornomoreć”, Odessa, 26 109 |                                               |
| 2017.                                                   |   |   | 8 | Szachtar Donieck | 2:0          | Dynamo Kijów       | 15.07.2017, Centralny Stadion „Czornomoreć”, Odessa, 34 146 |                                               |
| 2018                                                    |   |   | 7 | Dynamo Kijów     | 1:0          | Szachtar Donieck   | 21.07.2018, Centralny Stadion „Czornomoreć”, Odessa, 27 400 |                                               |
| 2019                                                    |   |   | 8 | Dynamo Kijów     | 2:1          | Szachtar Donieck   | 28.07.2019, Centralny Stadion „Czornomoreć”, Odessa, 27 400 |                                               |
| 2020                                                    |   |   | 9 | Dynamo Kijów     | 3:1          | Szachtar Donieck   | 25.08.2020, Stadion Olimpijski, Kijów, 0                    |                                               |
| 2021                                                    |   |   | 9 | Szachtar Donieck | 2:0          | Dynamo Kijów       | 15.07.2017, Centralny Stadion „Czornomoreć”, Odessa, 27 553 |                                               |
| 2022–2024                                               |   |   |   |                  |              |                    |                                                             | nie rozgrywano przez inwazję Rosji na Ukrainę |

Uwagi:

- wytłuszczono i kursywą oznaczone zespoły, które w tym samym roku wywalczyły mistrzostwo i Puchar kraju (dublet),
- wytłuszczono zespoły, które zdobyły mistrzostwo kraju,
- kursywą oznaczone zespoły, które zdobyły Puchar kraju.

## Statystyka

### Klasyfikacja według klubów
W dotychczasowej historii finałów o Superpuchar Ukrainy na podium oficjalnie stawało w sumie 6 drużyn. Liderem klasyfikacji są Dynamo Kijów i Szachtar Donieck, którzy zdobyli po 9 trofeów. 
Stan na 31.05.2022. 
| Lp. | Klub               | Zdobywca | Finalista        | Zwycięskie sezony                                    | Przegrane finały                   |   |   |                                                      |                                                |
| --- | ------------------ | -------- | ---------------- | ---------------------------------------------------- | ---------------------------------- | - | - | ---------------------------------------------------- | ---------------------------------------------- |
| Lp. | Klub               | 1.       | Szachtar Donieck | Zwycięskie sezony                                    | Przegrane finały                   | 9 | 8 | 2005, 2008, 2010, 2012, 2013, 2014, 2015, 2017, 2021 | 2004, 2006, 2007, 2011, 2016, 2018, 2019, 2020 |
| 2.  | Dynamo Kijów       | 9        | 6                | 2004, 2006, 2007, 2009, 2011, 2016, 2018, 2019, 2020 | 2005, 2008, 2014, 2015, 2017, 2021 |   |   |                                                      |                                                |
| 3.  | Czornomoreć Odessa | 0        | 1                |                                                      | 2013                               |   |   |                                                      |                                                |
| 3.  | Metałurh Donieck   | 0        | 1                |                                                      | 2012                               |   |   |                                                      |                                                |
| 3.  | Tawrija Symferopol | 0        | 1                |                                                      | 2010                               |   |   |                                                      |                                                |
| 3.  | Worskła Połtawa    | 0        | 1                |                                                      | 2009                               |   |   |                                                      |                                                |

### Klasyfikacja według miast
Stan na 31.05.2022. 
| Miasto  | Liczba tytułów | Kluby                |
| ------- | -------------- | -------------------- |
| Kijów   | 9              | Dynamo Kijów (9)     |
| Donieck | 9              | Szachtar Donieck (9) |

### Klasyfikacja według kwalifikacji
| Tytuł                                 | Zwycięstw | Finałów |
| ------------------------------------- | --------- | ------- |
| Mistrz Ukrainy                        | 11        | 7       |
| Zdobywca Pucharu Ukrainy              | 7         | 11      |
| Wicemistrz Ukrainy (od 2015)          | 4         | 1       |
| Finalista Pucharu Ukrainy (2004–2014) | 1         | 4       |

### Najlepsi strzelcy
Stan na 31.05.2022
| Poz. | Imię i nazwisko piłkarza | Liczba goli | Kluby w których grał (bramki dla klubu) |
| ---- | ------------------------ | ----------- | --------------------------------------- |
| 1    | Ołeksandr Hładky         | 4           | Szachtar Donieck-4                      |
| 2    | Artem Miłewski           | 3           | Dynamo Kijów-3                          |
| 2    | Luiz Adriano             | 3           | Szachtar Donieck-3                      |
| 2    | Fred                     | 3           | Szachtar Donieck-3                      |
| 5    | Taras Mychałyk           | 2           | Dynamo Kijów-2                          |
| 5    | Ołeh Husiew              | 2           | Dynamo Kijów-2                          |
| 5    | Facundo Ferreyra         | 2           | Szachtar Donieck-2                      |